# Marine des Émirats arabes unis
La marine des Émirats arabes unis est une petite force d'environ 2 500 personnes. Bien que principalement préoccupés par la défense côtière, la marine a construit une classe de six corvettes en collaboration avec la France.
La Suède a construit quatre navire amphibie transport de troupes de 24 m et un navire de ravitaillement rapide de 25 m (livrés entre 2003 et 2005). Trois navires supplémentaires sont construits par la Suède.

## Corvettes

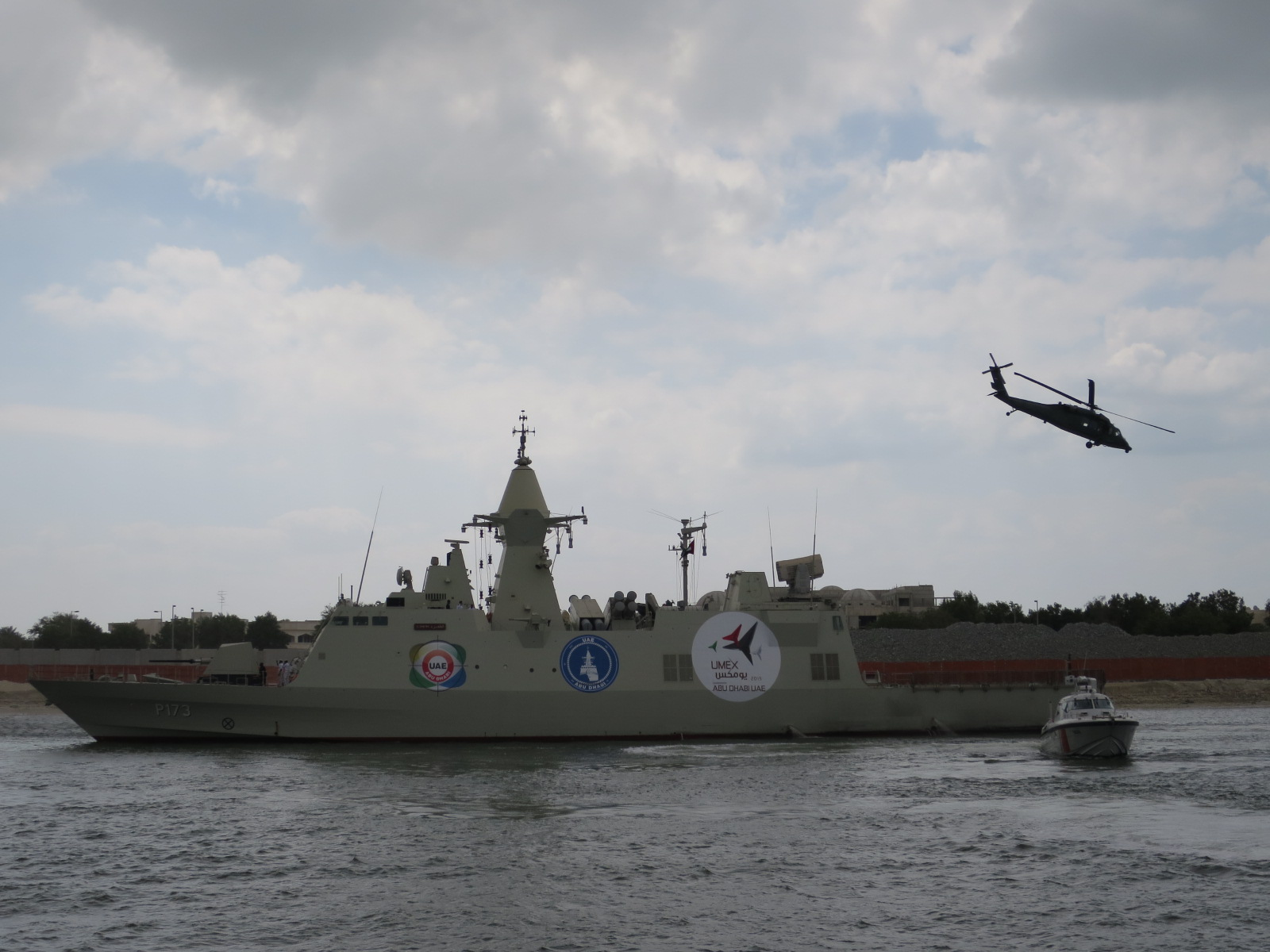
Corvette Al Dhafra de classe Baynunah.

- Trois corvettes classe Abu-Dhabi (en)
- Six corvettes classe Baynunah
- Deux corvettes classe Muray-Jib

## Patrouilleurs

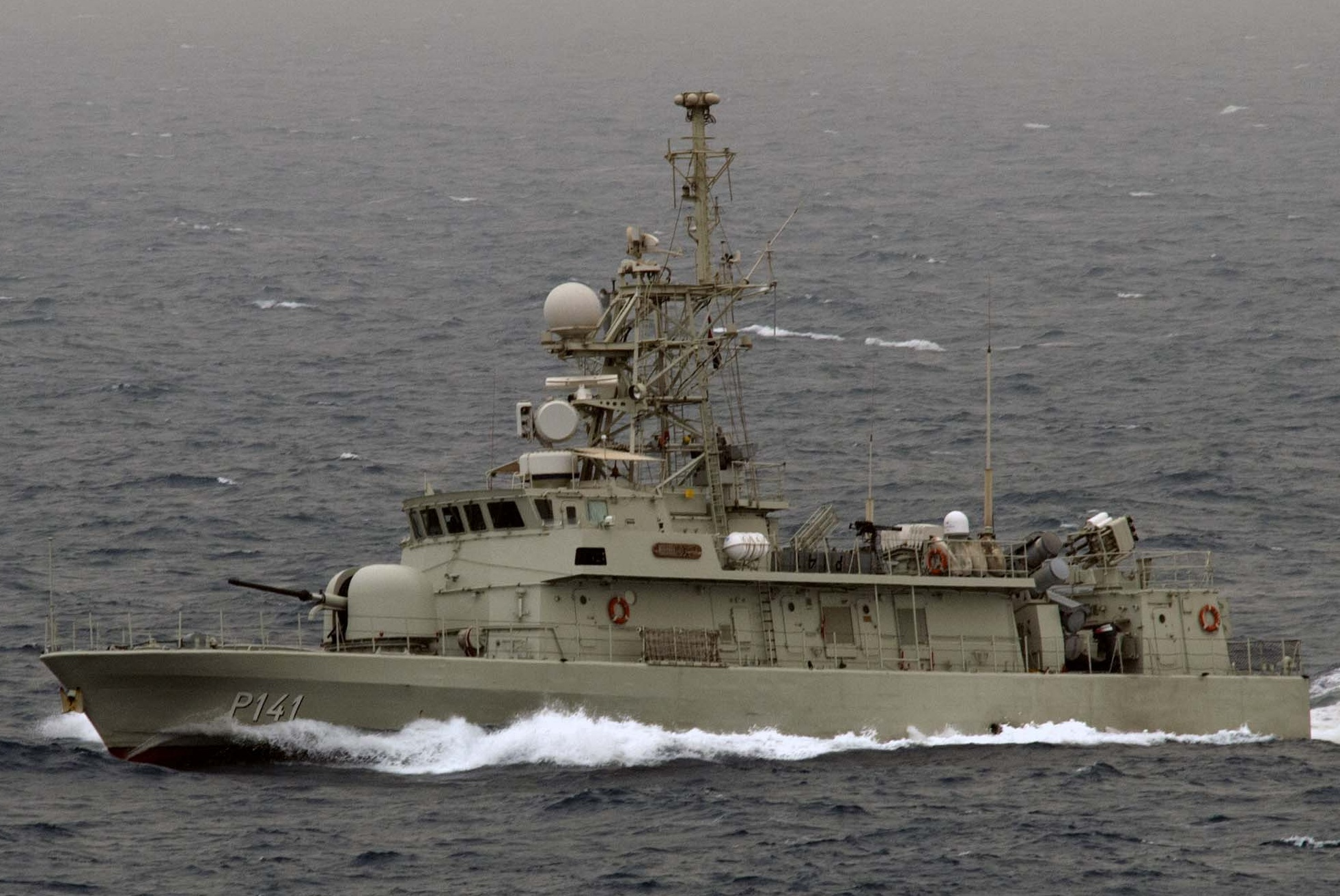
Patrouilleur Mubarraz (P141).

- Six patrouilleurs classe Ardhana
- Deux patrouilleurs classe Falaj

## Vedettes d'attaque rapides
- Deux vedettes d'attaque rapides classe Mubarraz (en)

## Chasseur de mines
- Deux chasseurs de mines Type-332 classe Frankenthal